# Pyrenomonadaceae
Famille
Les Pyrenomonadaceae sont une famille d'algues de l'embranchement des Cryptista, de la classe des Cryptophyceae et de l’ordre des Pyrenomonadales.

## Étymologie
Le nom de la famille vient du genre type Pyrenomonas, dérivé du grec πυρ / pyr, feu, et μονασ / monas, « seul, solitaire, isolé », littéralement « monade de feu », appelée aussi Rhodomonas, « monade rouge », en référence à la couleur rouge de l'algue. En effet quand Karsten décrivit l'organisme, en 1898, il estima que « malgré l'absence de ses notes, il n'était pas sans intérêt de donner un bref compte rendu de Rhodomonas baltica, car, à sa connaissance, les flagellés rouges étaient jusqu'alors inconnus ».

## Description
Le protologue de Karsten (1898) a propos du Rhodomonas baltica a souligné des caractéristiques telles que la présence d'un seul chromatophore rouge, deux flagelles provenant d'une dépression antérieure à partir de laquelle une extension en forme de gosier légèrement incurvée se poursuivait vers l'arrière et un gros noyau situé au milieu de la cellule.
Le même auteur distingua alors les membres du genre Pyrenomonas des autres genres de cryptomonades par leur « forme de cellule ovoïde typique, une partie antérieure plus large avec une partie postérieure effilée, un périplaste avec de nombreuses rangées de plaques rectangulaires décalées latéralement et, surtout, par leur chloroplaste unique en forme de H dans lequel le pyrénoïde est sans thylakoïde, et le nucléomorphe, enfoncé profondément, prend la position de la barre du H entre les deux lobes. Cependant, selon Hill & Wetherbee « l'affinité structurelle qu'a le genre Pyrenomonas avec le genre Rhodomonas, indique une synonymie générique, rendant superflus le genre Pyrenomonas plus récemment décrit. ».

## Distribution
Le premier Rhodomonas baltica a été découvert dans le fjord de Kieler en mer Baltique.

## Liste des genres
Selon AlgaeBase (3 septembre 2022) :
- Pyrenomonas Santore, 1984
  - Espèce Holotype : Pyrenomonas salina (Wisłouch) U.J.Santore, 1984
  - Nom actuellement accepté pour l'espèce type : Rhodomonas salina (Wisłouch) D.R.A.Hill & R.Wetherbee, 1989
- Rhinomonas D.R.A.Hill & R.Wetherbee, 1988
- Rhodomonas G.Karsten, 1898
  - Espèce holotype :  Rhodomonas baltica Karsten, 1898
- Storeatula D.R.A.Hill, 1991

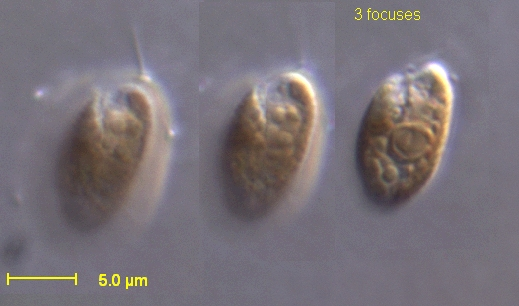
Rhodomonas salina

## Systématique
Le nom correct complet (avec auteur) de ce taxon est Pyrenomonadaceae G.Novarino & I.A.N.Lucas.
La validité des genres Pyromonas / Rhodomonas  est discutée, car la justification de Karsten, en 1898, pour décire l'algue « il n'était pas sans intérêt de donner un bref compte rendu de Rhodomonas baltica, car, à sa connaissance, les flagellés rouges étaient jusqu'alors inconnus » déclencha de nombreuses controverses « concernant l'utilisation de la couleur dans la systématique des cryptomonades, en particulier concernant la validité de Rhodomonas, genre apparemment établi sur la seule base de la couleur. ».